# Данше, Антуан
Антуа́н Данше́ (1671—1748) — французский писатель.
Очень большой успех имели его оперы, которых он написал около 12. Он автор также 4 трагедий («Cyrus», «Les Tyndarides», «Les Héraclides» и «Nitetis»). Автор либретто оперы Андре Кампра «Идоменей» (1712, по одноимённой трагедии Проспера Кребийона).
В 1712 году стал членом Французской академии (возможно, более благодаря своей благотворительности, чем литературным трудам). Вольтер, постоянно в своих эпиграммах осмеивавший Данше, писал про его избрание: «qu’on peut gagner l’Académie, соmmе on gagne le paradis».
Собрание его сочинений вышло в 1751 году.